# تله جنسی

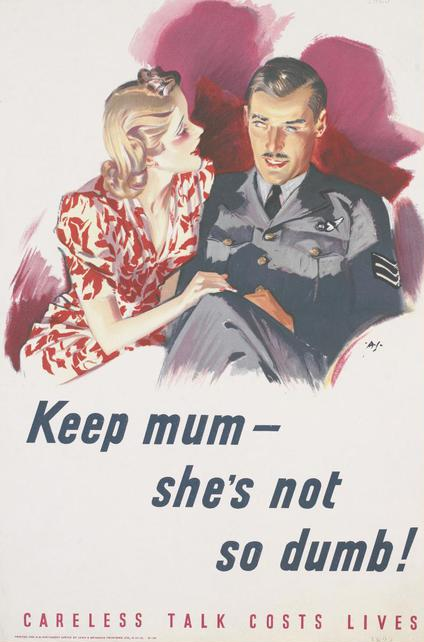

تلهٔ جنسی یا دام شیرین (انگلیسی: Honey trapping هانی ترپ) یا پرستو عملیاتی است که در آن یک سازمان مخفی تلاش دارد تا با تهدید به برملا کردن روابط نامشروع جنسی یا عاطفی و رسواسازی «هدف» تله، او را به عنوان عامل به خدمت خود درآورد.
تلهٔ جنسی همچنین روشی برای جمع‌آوری اطلاعات است، به این صورت که سازمان تن‌فروشانی را آموزش می‌دهد تا از مشتریان خود جاسوسی کنند.
پس از جنگ جهانی دوم، تله جنسی چنان در اروپا رایج شده بود که دولت ایالات متحده به کارمندان خود در خارج از این کشور دستور داد که مافوقان خود را از هرگونه رابطهٔ عاطفی با خارجی‌هایی که کشورشان تهدیدی علیه آمریکا است مطلع سازند.

## ایران
در ایران، «پرستو» اصطلاحی است برای توصیف زنانی که نهادهای امنیتی بر سر راه مقامات، چهره‌های سیاسی، منتقدان و مخالفان حکومت و حتی دیپلمات‌های خارجی قرار می‌دهند تا برای آن‌ها پرونده‌سازی کنند. پرستو یا گنجشک که از نام‌های شناخته شده در دنیای جاسوسی است به طعمه جنسی یا جاسوس زنی گفته می‌شود که از سوی یک دستگاه اطلاعاتی برای به تله انداختن یک مرد مأموریت پیدا می‌کند. این پرستو می‌تواند خود مأمور زبده امنیتی باشد یا زنی اغواگر – یا حتی معشوقه مرد هدف – که توسط دستگاه امنیتی شناسایی و به کار گرفته شده باشد. قدمت تله جنسی یا آنچنان‌که در ایران سر زبانهاست «پرستو»، شاید به قدمت تاریخ بشر باشد، زنان و مردانی که با جذابیت‌های جسمانی، اغواگری، کشش جنسی و درگیری عاطفی، خود را به فرد مورد نظر نزدیک کرده، به زندگی او راه پیدا می‌کنند و اطلاعات گرانبها را به کارفرمای خود می‌رسانند. گفتن لفظ پرستو در ایران به این نوع تله‌ها ممکن است که به غلط این تصور را ایجاد کند که این طعمه‌ها فقط زن هستند که اینطور نیست.
برخی از نمایندگان مجلس ایران و رئیس پیشین صدا و سیما پس از قتل میترا استاد با کنایه و غیرمستقیم از تجربه محمدعلی نجفی گفته‌اند یا از تجربه خودشان نوشته‌اند. در برخی رسانه گفته شده که میترا استاد، همسر دوم محمدعلی نجفی توسط سازمان‌های امنیتی جمهوری اسلامی ایران مأمور شده بود تا از وی استخراج اطلاعات نماید. این خبر توسط وزارت اطلاعات ایران تکذیب شد.

## آمریکا
سازمان اطلاعات مرکزی آمریکا استفادهٔ این سازمان از تلهٔ جنسی را تکذیب می‌کند. با این‌حال شواهد موجود این ادعا را زیر سؤال می‌برند. برای مثال در مورد ویتالی یارچنکو، زنی که برای او دام چیده‌بود بعدها در کتاب جزئیات این عملیات را فاش کرد.

## بریتانیا
در لندن ام‌آی۵ بین سال‌های ۱۹۵۳ تا ۱۹۹۴ به شکل گسترده از تله‌های جنسی علیه دیپلمات‌ها و تاجران بلوک شرق استفاده می‌کرد. اغلب این عملیات‌ها در باشگاه شبانه‌ای موسوم به ایو کلاب صورت می‌گرفت که مدیریت آن بر عهدهٔ پناهنده‌ای بلژیکی به نام هلن اوبراین (یا هلن کنستانتیسکو) بود.

## شوروی
دسته‌ای از مأموران کاگ‌ب، موسوم به عمو، وظیفه داشتند که تن‌فروشان را آموزش دهند تا از خارجی‌ها جاسوسی کنند. عموها معمولاً درجهٔ کلنل داشتند. این تن‌فروش‌ها، که به پرستو موسوم بودند، آموزش می‌دیدند که محتویات کیف و ساک هدف را شناسایی کنند و حتی با ایشان روابط بلندمدت برقرار کنند. پرستوها غالباً از شهرستان‌ها استخدام می‌شدند. به پرستوها حقوقی پرداخت نمی‌شد، ولی کاگ‌ب برای تشویق هدایایی به ایشان می‌داد.
گاه بین مأموران کاگ‌ب و پلیس بر قلمرو هر کدام و بر سر پرستوها درگیری روی می‌داد. همچنین پرستوها از سوی مافوقان خود در کاگ‌ب نیز مورد آزار قرار می‌گرفتند، چرا که به باور عموها از آنجا که پرستوها با دشمن می‌خوابیدند بایستی با رؤسای خود نیز بخوابند.
در برخی موارد، کاگ‌ب برخی زنان را مجبور به پرستو شدن می‌کرد. در برخی موارد مأموران کاگ‌ب زنانی را که همکاری با سازمان را نمی‌پذیرفتند به قتل می‌رساندند یا خانواده‌شان را آزار می‌دادند. در یک مورد، کاگ‌ب ۲۰ پرستو را که در یک هتل بزرگ در مسکو فعالیت می‌کردند را به جاسوسی متهم کردند و بیشترشان را اعدام کردند.

## یادداشت
1. ↑  Eve Club
2. ↑  Helen O'Brien
3. ↑  Elena Constantinescu
4. ↑  (به روسی: дядя)
5. ↑  (به روسی: ласточка)